# Pezens
Pezens – miejscowość i gmina we Francji, w regionie Oksytania, w departamencie Aude. Przez miejscowość przepływa rzeka Fresquel. 
Według danych na rok 1990 gminę zamieszkiwało 1090 osób, a gęstość zaludnienia wynosiła 98 osób/km² (wśród 1545 gmin Langwedocji-Roussillon Pezens plasuje się na 314. miejscu pod względem liczby ludności, natomiast pod względem powierzchni na miejscu 694.).

## Zabytki
Zabytki w miejscowości posiadające status Monument historique:
- kaplica Marii Magdaleny (Chapelle de la Madeleine)